# Mas de Sant Feliu
El Mas de Sant Feliu és un mas al sud-oest del nucli urbà de Cabanes (Alt Empordà) inclosa en l'Inventari del Patrimoni Arquitectònic de Catalunya. S'hi arriba pel camí de Sant Feliu des del veïnat de les Masies de Dalt. Casa construïda a les darreries del segle xix, en substitució d'una altra més petita que hi havia en el mateix lloc. L'església de Sant Feliu de Cadins forma part de la propietat del mas i, antigament havia servit de magatzem i paller.

## Arquitectura
Edifici aïllat de planta rectangular, format per un cos allargat amb la coberta de dues vessants, al que s'adossen dos cossos en perpendicular a cada extrem. Aquests cossos consten de planta baixa, pis i altell, i estan coberts amb teulades de tres vessants coronades per dues torres quadrades, una amb teulada de quatre aigües i un petit terrat i l'altra amb la coberta plana. Presenten grans finestrals de mig punt a la part central de les façanes, els portals emmarcats amb motllures rectilínies i les finestres amb una motllura superior i barana d'obra treballada. Als laterals de les façanes, les obertures són rectangulars, les del pis amb guardapols i les de la planta baixa obertes dins d'un gran arc deprimit còncau cec. El cos allargat presenta, a la façana de tramuntana, les finestres rectangulars i els portals d'arc carpanell, tot i que actualment estan tapiats. De la façana de migdia destaquen els finestrals d'arc carpanell. La façana principal de l'edifici està situada a la part de llevant del conjunt i, en aquest cas, les obertures de mig punt centrals són dobles. A la façana de ponent hi ha adossat un cos rectangular del que destaca la galeria d'arcs de punt rodó del pis, actualment cegada per la banda de tramuntana. Els tres cossos principals que conformen l'edifici estan units per una gran escalinata doble, que dona accés a una terrassa descoberta al nivell del pis. La barana és de pedra, amb balustrada i pilars quadrats. Al tram inicial hi ha una font amb una pica poligonal i un cap de lleó, fent les funcions de brollador. Està coronada per un frontó triangular.
A l'interior, hi ha diverses cambres amb sostres d'una alçada considerable.
A poca distància al nord-oest de la casa hi ha un annex format per dos cossos rectangulars coberts amb teulada d'un sol vessant, units per un cos de planta quadrada amb teulada piramidal. Les obertures, actualment tapiades, són d'arc rebaixat als laterals i rectangulars al cos central.
Ambdues construccions estan arrebossades i pintades.